# Tanjung Barus
Tanjung Barus is een bestuurslaag in het regentschap Karo van de provincie Noord-Sumatra, Indonesië. Tanjung Barus telt 1607 inwoners (volkstelling 2010).